# أق درق قديم
أق‌ درق قديم هي قرية في مقاطعة كليبر، إيران. عدد سكان هذه القرية هو 128 في سنة 2006.